# 论佛骨表
《论佛骨表》，唐代韩愈的散文，收于《昌黎先生集·卷三十九》。
元和十四年（819年）唐宪宗派人到凤翔法门寺，将释迦牟尼指骨迎至宫中，供奉三日，长安百官民众，倾城而出。韩愈时任刑部侍郎，他为了维护“先王之道”，竭力反对事佛，写此文呈上，进谏宪宗。结果触犯宪宗忌讳，幸得裴度、崔群等相救，才只是贬为潮州刺史。在此表中，韩愈列举史实论证申述“佛不足事”。他认为佛原为“夷狄”之一法，东汉时才传入中国。在此以前的中国历代帝王在位时间长，年寿高，显然“非因事佛而致然也”。汉明帝时始有佛法，但此后“乱亡相继，运祚不长”，甚至“事佛求福，乃更得祸”。今陛下迎佛骨，会导引百姓事佛，以致“伤风败俗，传笑四方”。他还把佛骨称做“朽秽之物”，要求朝廷把它“投诸水火，永绝根本，断天下之疑，绝后代之惑”。同时指责“群臣不言其非，御史不举其失”，自己甘受殃咎，亦不怨悔。韩愈出于维护“先王之道”的儒家道统的立场，反对佛教，当时宗教盛炽，他敢于大胆批评最高统治者的崇佛行为，触及时弊，有其积极的意义。此文尖锐犀利，层次分明，以理服人，历来为人们所称道。